# Trélans
Trélans (okzitanisch gleichlautend) ist eine südfranzösische Gemeinde mit 89 Einwohnern (Stand: 1. Januar 2022) im Département Lozère in der Region Okzitanien. Die Gemeinde gehört zum Arrondissement Mende und zum Kanton Peyre en Aubrac. Die Einwohner werden Trélandais genannt.

## Lage
Trélans liegt im Gebiet der Causse de Sauveterre im südlichen Zentralmassiv in den Cevennen in der historischen Landschaft des Gévaudan. Hier entspringt das Flüsschen Doulou. Das Gemeindegebiet gehört zum Regionalen Naturpark Aubrac. Umgeben wird Trélans von den Nachbargemeinden Les Salces im Norden und Nordosten, Les Hermaux im Osten, Saint-Pierre-de-Nogaret im Osten und Südosten, Saint-Laurent-d’Olt im Süden, Pomayrols im Südwesten sowie Aurelle-Verlac im Westen und Nordwesten.

## Weblinks

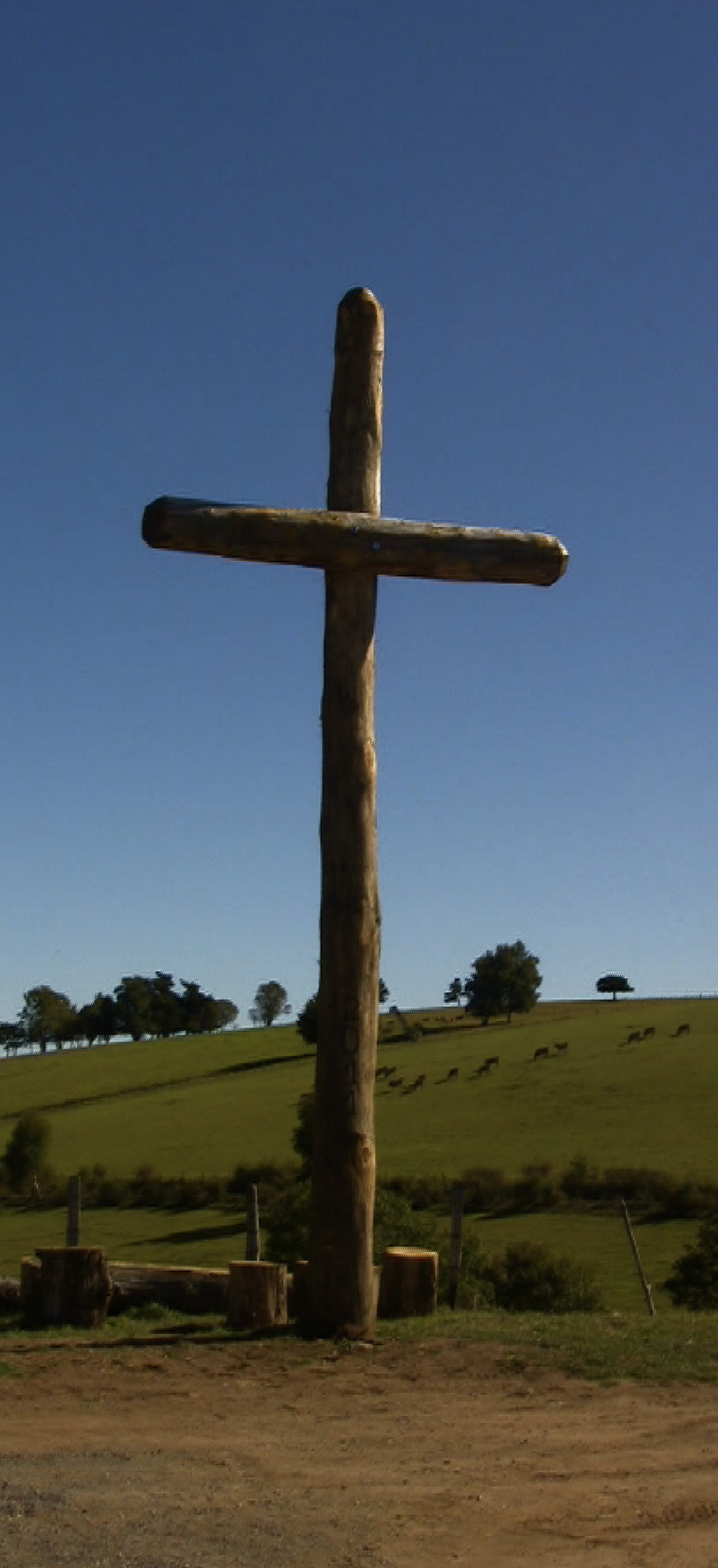
Flurkreuz an der Stelle des früheren Galgens

## Bevölkerungsentwicklung
| Jahr                       | 1962 | 1968 | 1975 | 1982 | 1990 | 1999 | 2006 | 2018 |
| Einwohner                  | 210  | 192  | 164  | 141  | 127  | 113  | 103  | 91   |
| Quellen: Cassini und INSEE |      |      |      |      |      |      |      |      |